# Pax Ottomana

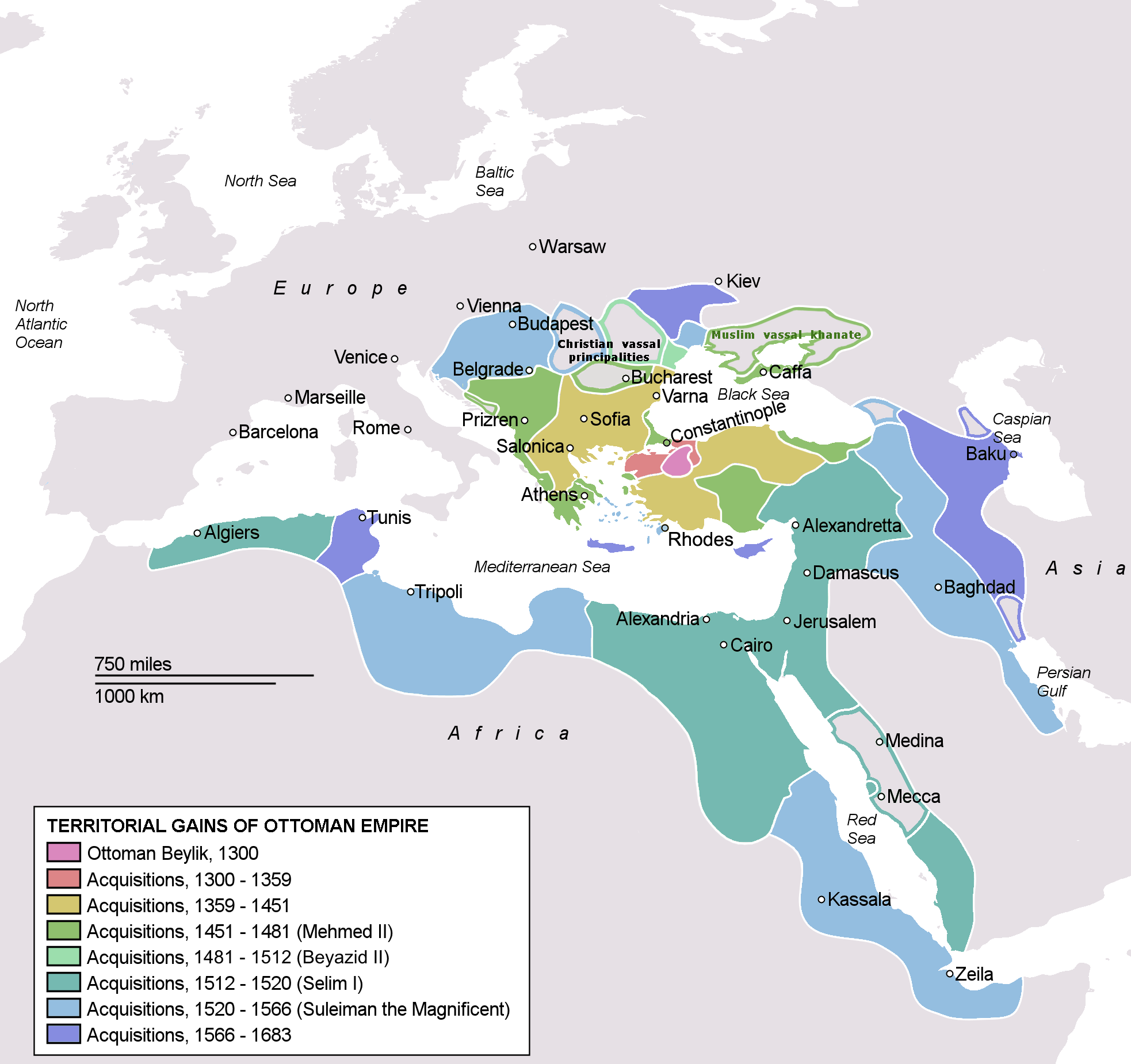
Het Ottomaanse Rijk in 1683.

Pax Ottomana (letterlijk Ottomaanse Vrede) was de economische en sociale stabiliteit die bereikt werd in de veroverde provincies van het Ottomaanse Rijk. Op het hoogtepunt van de macht van het Ottomaanse Rijk in de 16e en 17e eeuw sloeg dit op landen in de Balkan, Anatolië, het Midden-Oosten, Noord-Afrika en de Kaukasus.
De term wordt vooral gebruikt door historici en schrijvers die een positief beeld hebben van de Ottomaanse heerschappij en de positieve invloed hiervan over de veroverde gebieden willen onderstrepen. Ze vergelijken dan ook de instabiliteit van de gebieden voordat ze door de Ottomanen veroverd werden met de periode na de Eerste Wereldoorlog, toen slechts Klein-Azië en Oost-Thracië onder Turkse heerschappij bleven.
De term is afgeleid van het meer gangbare Pax Romana, "de Romeinse Vrede".